# Marechal Deodoro
Marechal Deodoro, offiziell Município de Marechal Deodoro, ist eine brasilianische Stadt im Bundesstaat Alagoas. Die Einwohnerzahl betrug laut Volkszählung von 2022 60.370 Bewohner, die Deodorenser genannt werden. Die Einwohnerschätzung für 2024 betrug laut IBGE 62.341 Bewohner auf einer Fläche von rund 341 km². Sie ist seit 1998 Teil der Metropolregion Maceió.
Sie gehörte von 1989 bis 2017 zur Mesoregion Leste Alagoano und dort mit neun weiteren Städten zur Mikroregion de Maceió.

## Geschichte
Die 1611 als Vila Madalena de Sumaúna gegründete, dann in Alagoas da Lagoa do Sul umbenannte und 1939 nach Manuel Deodoro da Fonseca benannte Stadt war 1817–1839 die Hauptstadt von Alagoas, bevor sie von dem 28 Kilometer nordöstlich an der Atlantikküste gelegenen Maceió abgelöst wurde.

## Stadtgliederung
Das in die Stadtteile Barra Nova, Massagueira, Praia do Francês und Novo Lino gegliederte Marechal Deodoro hat einiges historisches Kulturerbe bewahrt. Praia do Francês hat einen der besseren Strände des Bundesstaates.

## Stadtverwaltung
Präfekt der Stadt war seit 2008 Cristiano Matheus da Silva e Souza des Partido do Movimento Democrático Brasileiro (PMDB), der bei der Kommunalwahl 2012 für die Amtszeit von 2013 bis 2016 bestätigt wurde. Bei den Kommunalwahlen in Brasilien 2016 wurde er von Claudio Roberto Ayres da Costa, genannt Cacau, des Partido Social Democrático (PSD) für die Amtszeit von 2017 bis 2020 abgelöst, der bei den Kommunalwahlen in Brasilien 2020 für die Amtszeit von 2021 bis 2024 wiedergewählt wurde.

## Persönlichkeiten der Stadt
- Manuel Deodoro da Fonseca (1827–1892), erster gewählter Präsident Brasiliens
- Aureliano Tavares Bastos (1839–1875), Politiker, Schriftsteller und Journalist